# Tuomo Ylipulli
Tuomo Ylipulli, finski smučarski skakalec, * 3. marec 1965, Rovaniemi, Finska, † 23. julij 2021
Prvič je v svetovnem pokalu nastopil v sezoni 1982/83 na tekmi Novoletne turneje v Oberstdorfu. Na mladinskem svetovnem prvenstvu leta 1983 je osvojil bronasto medaljo, na prvenstvu v poletih v Kulmu leta 1986 je osvojil 5. mesto. Svojo prvo zmago je dosegel na tekmi Novoletne turneje v  Bischofshofnu.     
Svoje največje dosežke je po zaslugi Mattija Nykänena dosegal tudi na ekipnih tekmah. Na svetovnih prvenstvih leta 1985 in 1987 in olimpijskih igrah v Calgaryju leta 1988 je osvojil zlate medalje. Po sezoni 1987/88 je zaključil kariero. 

## Dosežki

### Zmage
Tuomo Ylipulli je imel 1 zmago v seštevku za svetovni pokal:
| Sezona  | Država/Prizorišče |
| ------- | ----------------- |
| 1986/87 | Bischofshofen     |